# زالزالک شرقی
زالزالک شرقی (نام علمی: Crataegus orientalis) نام یک گونه از سرده زالزالک است.

## نگارخانه

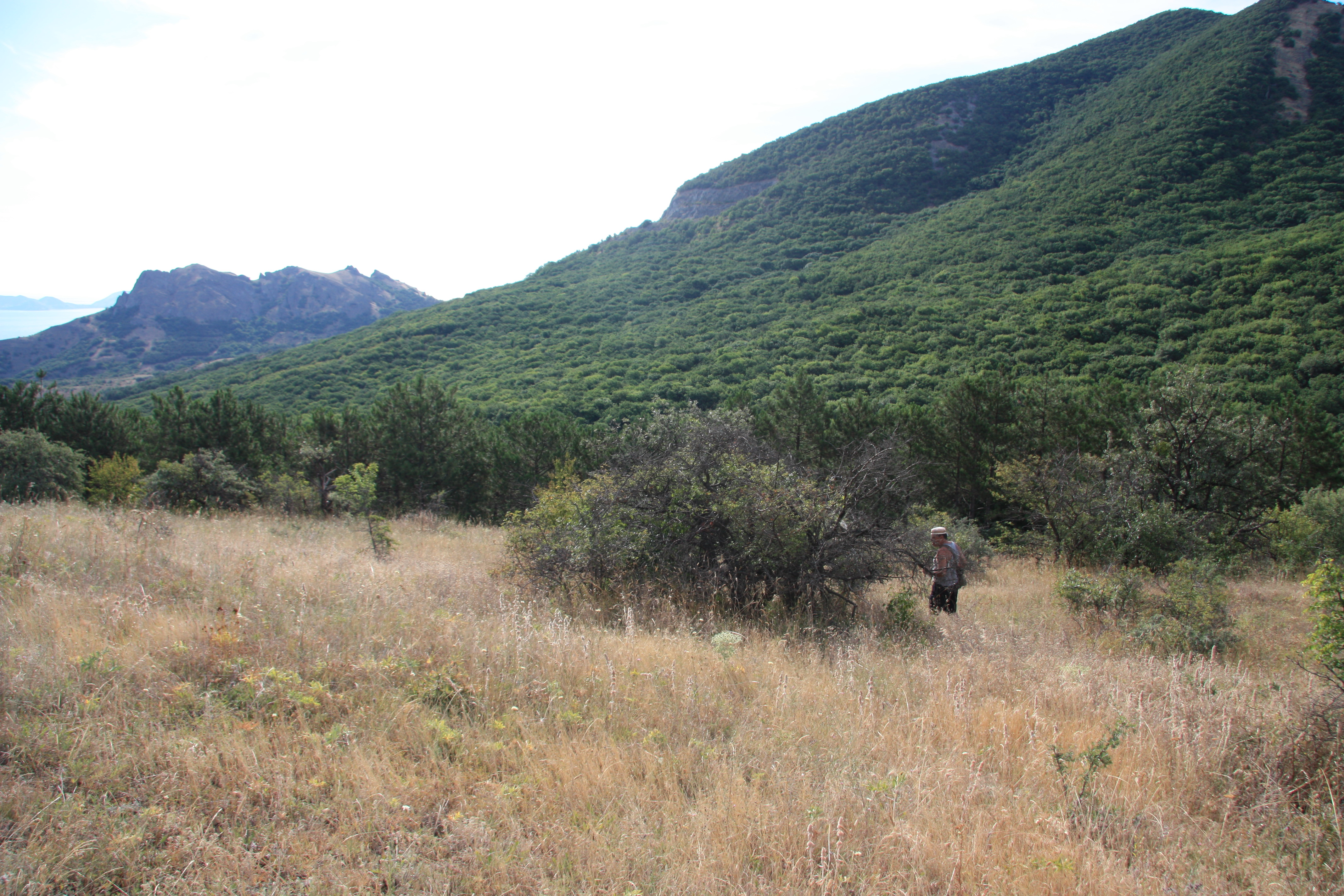
باغ زالزالک
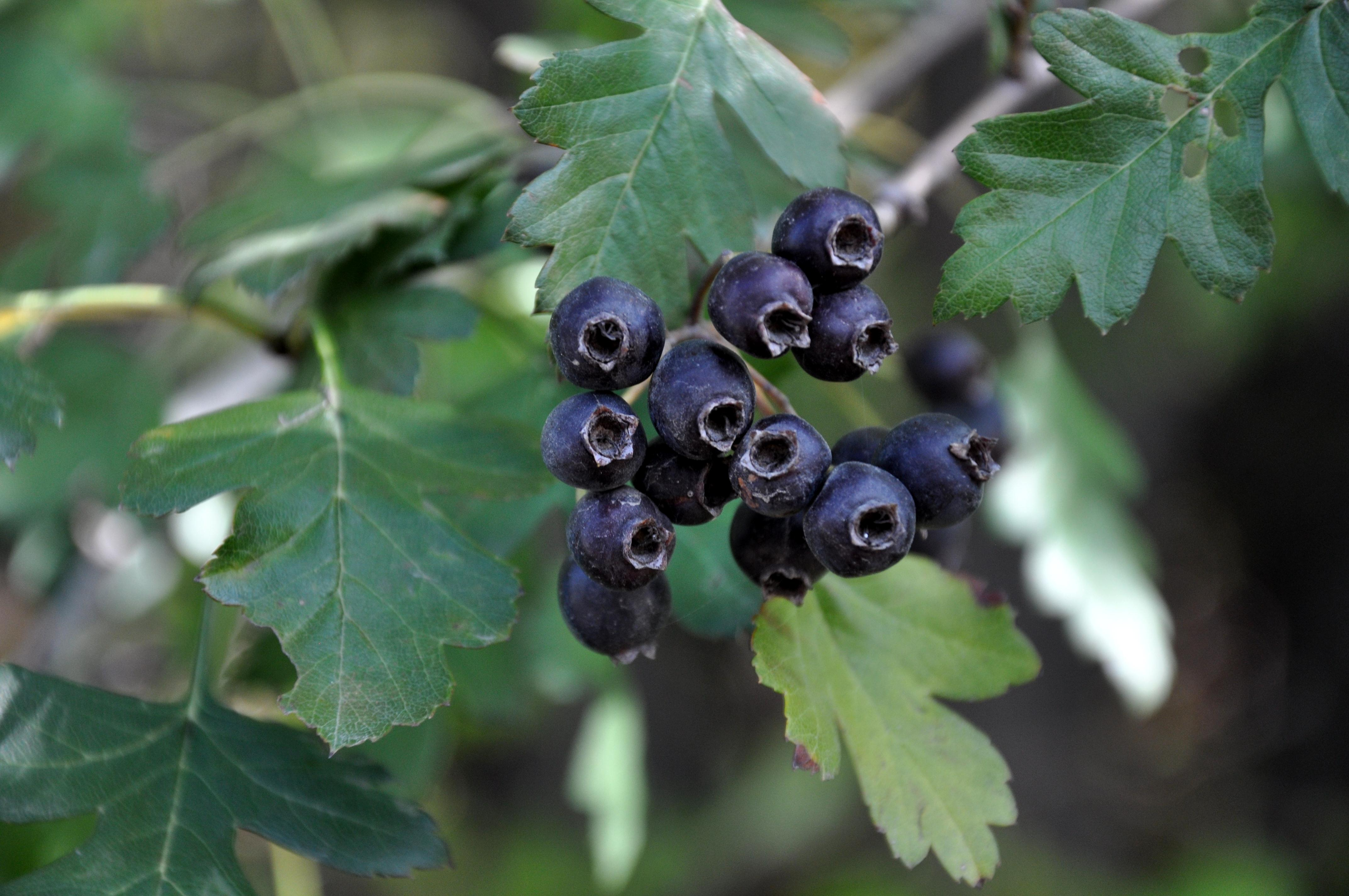
زالزالک سیاه
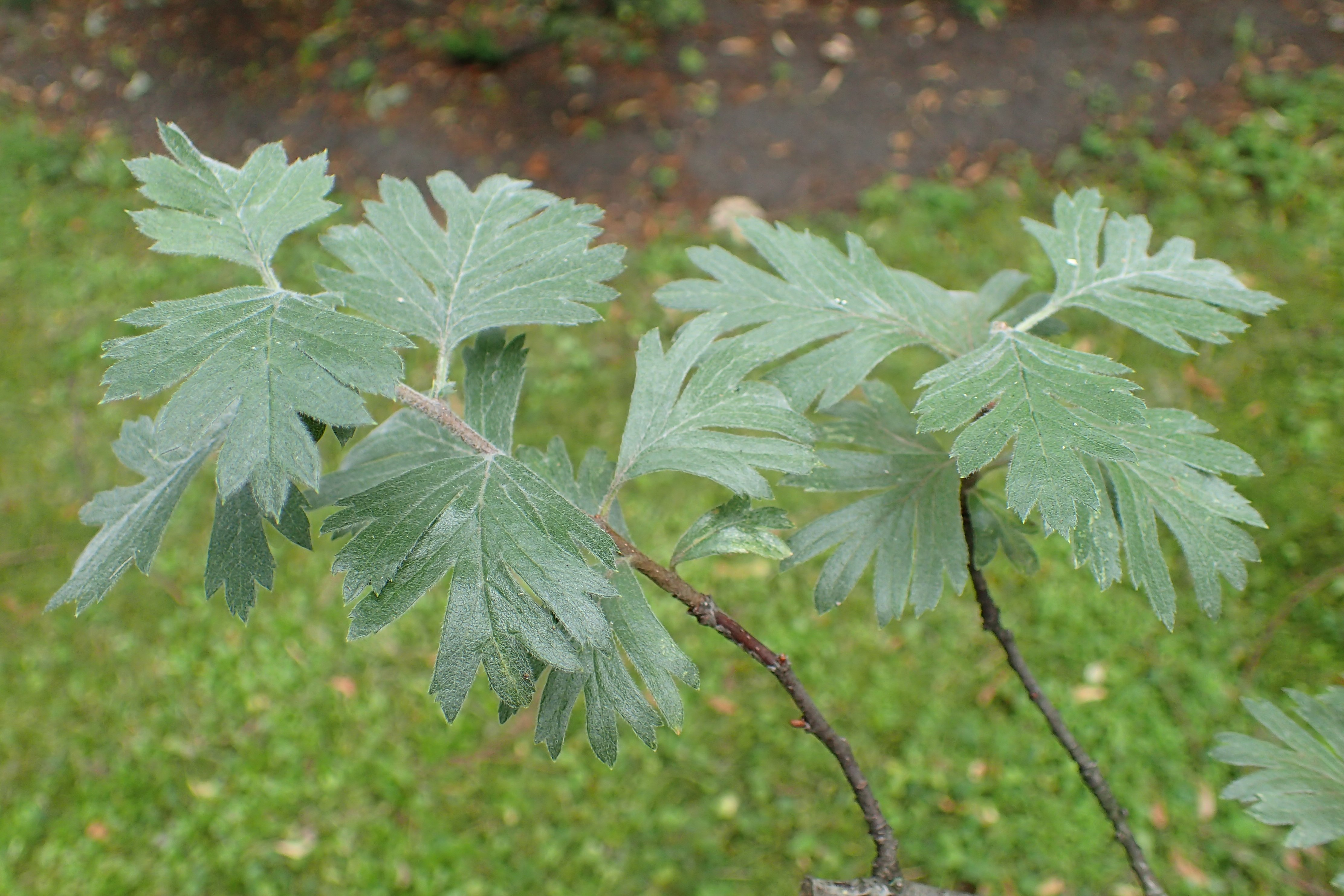
برگ زالزالک
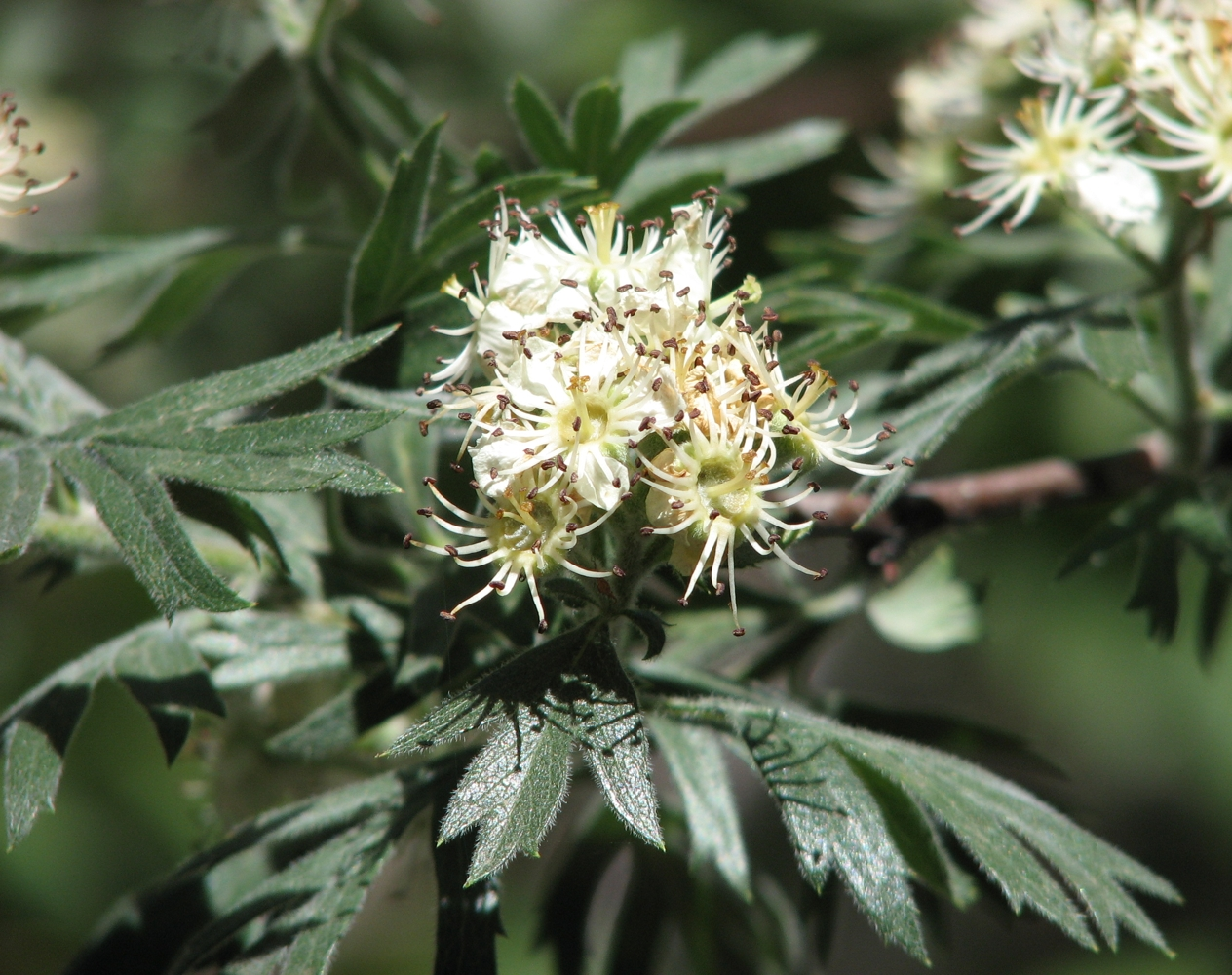
شکوفه زالزالک